# Krem (kosmetyk)
Krem – kosmetyk do pielęgnacji i ochrony skóry, stosowany bezpośrednio na skórę. Występuje w formie stałej lub półtłustej emulsji wodnotłuszczowej.
W Polsce nie ma dokładnie sprecyzowanego określenia co do właściwości i konsystencji kremu, dlatego też zakres stosowania poszczególnych terminów zależy od odczuć indywidualnych i względów marketingowych. Kremy są liczną grupą wyrobów, różnią się typem emulsji, składem i przeznaczeniem. Zwyczajowo dzieli się je zgodnie z pełnionymi funkcjami na: nawilżające, półtłuste, podkładowe, przeciwzmarszczkowe, anti age, after sun, sportowe, ochronne lub w związku z obecnością składników czynnych na: azulenowe, ceramidowe, witaminowe.
Wszystkie kremy mają działanie nawilżające, w związku z tym stary podział, do którego są przyzwyczajeni użytkownicy, na kremy tłuste i półtłuste, jest niewłaściwy.
Kremy nawilżające są produkowane w formie lekkich, stałych emulsji, zawierają stosunkowo mało fazy tłuszczowej, tj. ok. 20% lipidów. Aby je zagęścić do odpowiedniej konsystencji, dodaje się substancji zagęszczających. Kremy te są dobrze wchłaniane przez skórę, dzięki zastosowaniu trójglicerydów niższych kwasów tłuszczowych, monoglicerydów, estrów kwasów tłuszczowych ze sterolami itp.
Gatunek i przeznaczenie kremu zależą od rodzaju kompozycji nawilżających. Kremy z kompleksem naśladującym NMF, z solami hydroksykwasów uważane są za najlepsze, solami kwasu piroglutaminowy i innymi składnikami o głębokim działaniu nawilżającym.